# Julio Vaccari
Julio César Vaccari (nascido em 9 de julho de 1980) é um treinador de futebol argentino, atualmente no comando do Independiente.

## Carreira
Vaccari é formado em Educação Física pela Universidade del Salvador e iniciou sua carreira como técnico das categorias de base nos clubes Atlético Paz e Círculo General Belgrano. Posteriormente, integrou a equipe de Marcelo Bielsa no Athletic Bilbao, atuando como analista de vídeo. Seguindo Bielsa, desempenhou a mesma função no Olympique de Marselha. Em 2015, passou a trabalhar como assistente técnico de Gabriel Heinze no Godoy Cruz, marcando uma nova etapa em sua trajetória profissional.
Vaccari seguiu como assistente técnico de Gabriel Heinze durante sua passagem pelo Argentinos Juniors e posteriormente no Vélez Sarsfield. Em 30 de dezembro de 2020, retornou ao Vélez, agora assumindo o cargo de treinador da equipe reserva, dando continuidade à sua trajetória no clube.
Em 24 de março de 2022, Vaccari foi nomeado técnico interino do Vélez, após a renúncia de Mauricio Pellegrino. Em 5 de abril, ele foi confirmado como o primeiro técnico permanente da equipe.
Em 13 de setembro de 2022, Vaccari substituiu Sebastián Beccacece no comando do Defensa y Justicia. Ele renunciou ao clube em 14 de maio de 2024, após sua eliminação da Copa Sul-Americana de 2024.
Em 13 de junho de 2024, Vaccari assumiu o Independiente também na primeira divisão.